# Meurtre à Greenwich
Pour plus de détails, voir Fiche technique et Distribution.
Meurtre à Greenwich (Murder in Greenwich) est un téléfilm américain de Tom McLoughlin diffusé le 15 novembre 2002 sur USA Network.
Il est basé sur l'histoire vraie du meurtre de Martha Moxley le 30 octobre 1975, belle Américaine issue de la jeunesse dorée des années 1970, qui ne sera élucidé que 25 ans après les faits, par le très controversé Mark Fuhrman, un ancien policier reconverti en écrivain à polémique. 

## Synopsis
Greenwich, Connecticut. Alors que les Doors et les Rolling Stones sont à leur apogée, la jeune Martha Moxley, 15 ans, est assassinée dans le jardin de ses voisins dans de mystérieuses circonstances, le 30 octobre 1975. Les 3 jeunes hommes du voisinage sont rapidement suspectés par la police : Tommy Skakel appartenant à l’aristocratie locale, donc intouchable ; Morris Banks, tuteur du premier et Robert Mathers, suspect idéal car ne correspondant pas au profil de la bourgeoisie établie. Mais faute de preuves à cette époque, aucune inculpation n’eut lieu et le dossier fut enterré. 
L'affaire refait surface en 1997, quand Mark Fuhrman, ancien agent de la police de Los Angeles disgracié et reconverti en écrivain, se rend sur les lieux du crime pour tenter d’établir la vérité. Mais il comprend bientôt que l'élite locale ne tient pas à faire toute la lumière sur ce crime et que sa présence n’est pas désirée dans ce coin de paradis où les Skakel sont des proches des Kennedy. Pourtant, Mark et Steve reprennent l’affaire à son tout début, soutenus par la mère de la défunte. Ils interrogent les policiers en fonction à l’époque, toujours aussi peu bavards et coopératifs. À la suite d'une conversation avec le médecin légiste ayant établi l’autopsie, il conclut que le meurtre n’a pu être commis à l’heure indiquée dans les rapports de police où nombre de pièce manque… dont l’arme du crime.

## Fiche technique
- Titre original : Murder in Greenwich
- Titre français : Meurtre à Greenwich
- Réalisation : Tom McLoughlin
- Scénario : Dave Erickson, d’après le livre Meurtre à Greenwich (Murder in Greenwich) de Mark Fuhrman (1998).
- Sociétés de production : Columbia TriStar Domestic Television, Bernard Sofronski Productions, Carlton America, Sony Pictures Television, Studios USA Television, USA Films, USA Pictures
- Musique : Don Davis
- Pays d’origine :  États-Unis
- Langue originale : anglais
- Format : couleur
- Genre : drame, thriller
- Durée : 88 minutes
- Dates de première diffusion :
  - États-Unis : 15 novembre 2002 sur USA Network
  - France : 20 juin 2004 sur Canal+ (crypté) ; 21 juin 2005 sur M6

## Distribution
- Christopher Meloni : Mark Fuhrman
- Robert Forster : Steve Carroll
- Maggie Grace : Martha Moxley
- Toby Moore : Tommy Skakel
- Jon Foster : Michael Skakel
- Andrew Binns : Stephen Weeks
- Beth Allen : Julia Skakel
- Peter Rowley : Rushton Skakel
- Liddy Holloway : Dorothy Moxley

## Réception
« Le scénario, rigoureusement monté en parallèle pour entretenir le suspense, oscille pour notre plus grand plaisir entre l’enquête, menée dans un coin de paradis réputé des États-Unis, et les souvenirs de Martha, teintés de musiques-culte de l’époque, nous plongeant ainsi dans l’Amérique des années 1970 au beau milieu de la jeunesse dorée » (M6).